# Johan Vilhelm de Bruyn
Johan Vilhelm de Bruyn, född 6 april 1811 i Norrköping, död 6 juni 1857, var en svensk advokatfiskal och amatörmusiker.
de Bruyn blev student vid Uppsala universitet hösten 1831 eller våren 1832 och lämnade akademien våren 1839. Han var troligen sånganförare för Uppsala studentkårs allmänna sångförening under Tullbergs utlandsvistelse 1835–1837. Han var östgöte och tillhörde Östgöta nation. Johan Vilhelm de Bruyns fader var klädesfabrikör i Norrköping och sonen blev 1839 kontrollör vid Norrköpings ullmagasin och kontor.